# Baron Lloyd

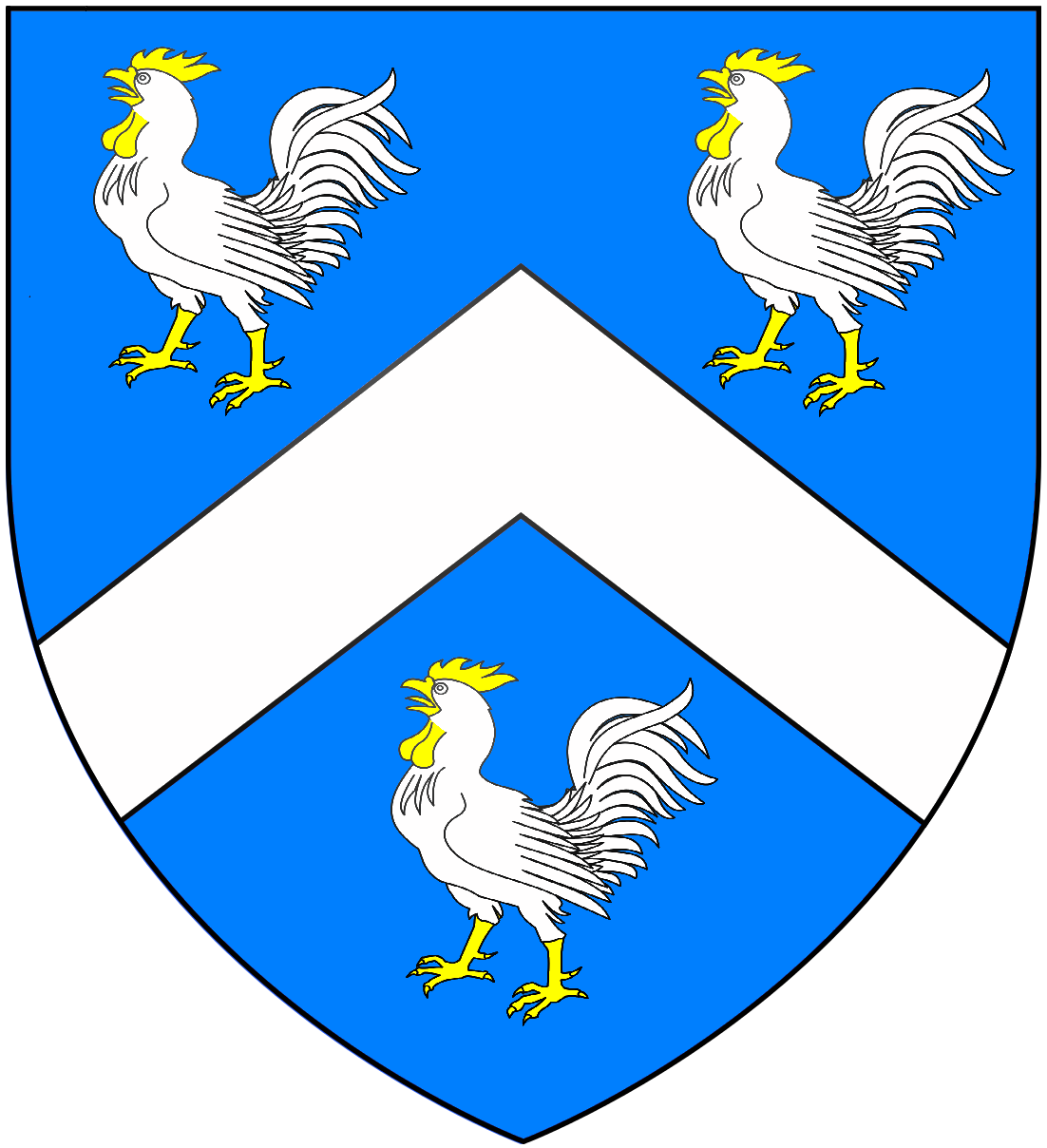
Wappen der Barone Lloyd

Baron Lloyd, of Dolobran in the County of Montgomery, war ein erblicher britischer Adelstitel in der Peerage of the United Kingdom.
Der Titel wurde am 16. November 1925 für den konservativen Politiker Sir George Lloyd geschaffen. Ihm folgte sein einziger Sohn. Da dessen einziger Sohn vor ihm starb, erlosch der Titel bei seinem Tod am 5. November 1985.

## Liste der Barone Lloyd (1925)
- George Ambrose Lloyd, 1. Baron Lloyd (1879–1941)
- Alexander David Frederick Lloyd, 2. Baron Lloyd (1912–1985)